# Erdenebüren (Hovd)
Erdenebüren (em mongol:  Эрдэнэбүрэн) é um distrito (sum) da Mongólia localizado na província de Khovd.